# غايلا بلوين
غايلا بلوين (بالفرنسية: Gaëlle Blouin)‏ هي مدربة كرة قدم ولاعبة كرة قدم فرنسية، ولدت في 14 أغسطس 1972 في نانت في فرنسا. لعبت مع نادي تولوز.

## وصلات خارجية
- غايلا بلوين على موقع الاتحاد الدولي (مؤرشف)  (الإنجليزية)
- غايلا بلوين على موقع قاعدة بيانات كرة القدم.إي يو (الإنجليزية)